# Jörg Westphal
Jörg Westphal (* 1968 in Suhl) ist ein deutscher Schauspieler.

## Leben
Jörg Westphal bestand 1987 das Abitur an der EOS „Artur Becker“ in seiner Geburtsstadt und machte am dortigen Klinikum von 1990 bis 1993 eine Ausbildung zum Krankenpfleger, da sein damaliger Wunsch war, Medizin zu studieren. Eine erste Rolle spielte er am Meininger Theater in dem Stück Die Welle nach dem gleichnamigen Roman von Morton Rhue. Daraufhin begann Westphal 1994 ein Schauspielstudium an der Hochschule für Musik und Theater „Felix Mendelssohn Bartholdy“ Leipzig. Bereits während des Studiums hatte er erste Gastverträge am Staatstheater Cottbus, am Staatsschauspiel Dresden und am Meininger Theater. Nach erfolgreichem Abschluss 1998 als Diplom-Schauspieler trat Westphal im selben Jahr ein Engagement am Berliner Grips-Theater an, dem er bis 2012 angehörte. Seitdem ist er freiberuflich tätig und spielt gastweise sowohl weiterhin am Grips-Theater als auch am Hans Otto Theater in Potsdam und dem Schlosspark Theater.
Bekannte Stücke unter Westphals Mitwirkung waren unter anderem die West Side Story von Leonard Bernstein und Bertolt Brechts Der aufhaltsame Aufstieg des Arturo Ui sowie am Grips-Theater das Musical Linie 1 und die mit dem Friedrich-Luft-Preis ausgezeichneten Inszenierungen Eins auf die Fresse und Linie 2 – der Alptraum.
Seit Mitte der 2010er-Jahre spielt Westphal gelegentlich auch in Film und Fernsehen. Er lebt in Berlin.

## Filmografie
- 2015: Sorry Guys
- 2015: Schuld nach Ferdinand von Schirach – Volksfest
- 2015: Als wir träumten
- 2016: Dresden Mord – Nachtgestalten
- 2017: SOKO Leipzig – Wer Wind sät
- 2017: Polizeiruf 110: Dünnes Eis
- 2017: Polizeiruf 110: Muttertag
- 2018: Der Zürich-Krimi: Borchert und die Macht der Gewohnheit
- 2018: Straight Family (Webserie)
- 2018: Spreewaldkrimi: Tödliche Heimkehr
- 2019: Frau Jordan stellt gleich (Fernsehreihe; Folge: Titten und Taten)
- 2020: Das Geheimnis der Freiheit
- 2020: Die Getriebenen
- 2021: Ferdinand von Schirach: Feinde
- 2020: Ein Hauch von Amerika
- 2020: Ein Leben lang
- 2021: Rückkehr – Die Geschichte des Minsker Ghettos
- 2021: Spreewaldkrimi – Tote trauern nicht
- 2021: De Stamhouder (The Heir – Legacy)
- 2021: Theresa Wolff – Home Sweet Home (Fernsehfilmreihe)
- 2021: Letzte Spur Berlin
- 2022: In the Dark (Musikvideo)
- 2022: SOKO Leipzig – Die Angst fährt mit
- 2022: WaPo Elbe – Aus dem Ruder
- 2022: WaPo Berlin – Musterschülerin
- 2022: Martha Liebermann – Ein gestohlenes Leben
- 2022: Lehrer kann jeder! (Fernsehfilm)
- 2022: Wolfsland – 20 Stunden (Fernsehreihe)
- 2023: In aller Freundschaft – Die jungen Ärzte – Die Wende
- 2023: Die Drei von der Müllabfuhr – Arbeit am Limit (Fernsehreihe)
- 2023: SOKO Potsdam: Taxi nach Nirgendwo (Fernsehserie)
- 2024: Praxis mit Meerblick – Schiffbruch (Fernsehreihe)
- 2024: Polizeiruf 110: Wasserwege